# Peachoid
Le Peachoid est un château d'eau d'une hauteur de 41 m (135 feet) situé dans la ville de Gaffney, en Caroline du Sud. Sa particularité est qu'il ressemble à une pêche. Le château d'eau a une capacité de 3,8 millions litres d'eau (1 million de gallons US). Il est construit à la sortie de Peachoid Road sur la route inter-États 85 (interstate 85), entre les sorties de 90 et 92. Généralement appelé par les habitants comme « La Pêche » et par les autres automobilistes que « M. de Pêche » ou « La Lune (les fesses) de Gaffney », le réservoir d'eau est visible à plusieurs kilomètres autour de ces sorties.
Un exemple de l'architecture « canard », le Peachoid est l'un des plus célèbres monuments de la localité.

## Histoire
Le château d'eau a été construit en 1981, par la Chicago Bridge & Iron Company. Peter Freudenberg, un artiste, a travaillé sur peinture de la structure pour la rendre réaliste et pour qu'elle ressemble à une pêche. 
Le Peachoid a été commandé par le conseil d'administration des Travaux publics de Gaffney, qui avait besoin d'une grande capacité de stockage d'eau et souhaitait trouver un moyen de le construire à l'aide de fonds fédéraux. La forme de la pêche a donc été choisie parce que Gaffney possède d'importants vergers de pêches. La culture du fruit est un élément central dans l'économie de la région. 
Depuis sa construction le Peachoid est devenu une curiosité qui attire les touristes ce qui est bénéfique pour l'économie locale, Une réplique du Peachoid plus petite (de 500 000 gallons US, 1,9 million de litres) a été construit à Clanton, en Alabama par la même société.

## Dans la culture populaire
- Le Peachoid était un élément central dans l'épisode 3 de la série TV House of Cards, où les protagonistes s'opposaient sur le fait que la structure ressemble à des fesses et/ou des organes génitaux féminins. Dans cet épisode, Frank Underwood, en tant que natif de Gaffney, garde une photo du Peachoid dans son bureau. Le Peachoid devient l'objet d'un conflit politique potentiellement préjudiciable pour Frank, car il aurait provoqué la mort d'une jeune fille dans un accident de la route, la conductrice envoyant un SMS portant sur la ressemblance du Peachoid avec un clitoris[5].
- En février 2017, le Peachoid a fait l'objet d'un sujet la chaîne Adult Swim. Il était décrit comme « Un cul géant avec une éruption cutané. Certains disent qu'il ressemble à une pêche : ils sont dans l'erreur. »